# Championnat de Formule 2 2010
Navigation
2009 2011
Le Championnat FIA de Formule 2 2010 est la 2e saison de cette compétition et se déroule du 17 avril au 19 septembre 2010.

## Réglementation[1],[2]

### Règlement sportif: les nouveautés
- La durée de la course passe à 40 minutes.
- Le nombre de voitures admises au championnat passe de 26 à 30
- Des pénalités de temps seront attribuées en cas de faute commise durant la course

### Règlement technique: les nouveautés
- La puissance du moteur passe de 400 ch à 425 ch.
- Les monoplaces disposent d'un « overboost » passant de 450 ch à 480 ch.

## Engagés
| N° | Pilote                  | Courses  |
| -- | ----------------------- | -------- |
| 2  | Will Bratt              | Toutes   |
| 3  | Jolyon Palmer           | Toutes   |
| 4  | Benjamin Bailly         | Toutes   |
| 5  | Ricardo Teixeira        | Toutes   |
| 6  | Armaan Ebrahim          | Toutes   |
| 7  | Ivan Samarin            | Toutes   |
| 8  | Plamen Kralev           | Toutes   |
| 9  | Mihai Marinescu         | Toutes   |
| 10 | Benjamin Lariche        | Toutes   |
| 11 | Jack Clarke             | Toutes   |
| 12 | Kelvin Snoeks           | 1-5, 7-9 |
| 14 | Sergueï Afanassiev      | Toutes   |
| 16 | Ramón Piñeiro           | 9        |
| 17 | Johan Jokinen           | 1-3      |
| 19 | Nicola De Marco         | Toutes   |
| 21 | Kazimieras Vasiliauskas | Toutes   |
| 19 | Johannes Theobald       | Toutes   |
| 24 | Tom Gladdis             | 1, 6-7   |
| 26 | Parthiva Sureshwraren   | 1-6      |
| 27 | Paul Rees               | 1-4      |
| 28 | Ajith Kumar             | 1-3      |
| 28 | Julian Theobald         | 6-8      |
| 33 | Philipp Eng             | Toutes   |
| 48 | Dean Stoneman           | Toutes   |
| 77 | Natalia Kowalska        | 1-7, 9   |

## Courses de la saison 2010
Le week-end de course commence le samedi avec deux fois 30 minutes d'essais libres puis deux fois 30 minutes pour la séance de qualifications. Il y a deux courses par weekend de 40 minutes ou 110 km chacune. Un arrêt au stand pendant lequel le pilote doit obligatoirement s'arrêter 10 secondes, est prévu pendant l'une des deux courses.
| Course       | Date                | Vainqueur | Vainqueur               | Pole position           | Pole position |
| ------------ | ------------------- | --------- | ----------------------- | ----------------------- | ------------- |
| Silverstone  | 17-18 avril         | 1         | Jolyon Palmer           | Jolyon Palmer           |               |
| Silverstone  | 17-18 avril         | 2         | Philipp Eng             | Philipp Eng             |               |
| Marrakech    | 1er-2 mai           | 1         | Dean Stoneman           | Dean Stoneman           |               |
| Marrakech    | 1er-2 mai           | 2         | Philipp Eng             | Philipp Eng             |               |
| Monza        | 22-23 mai           | 1         | Jolyon Palmer           | Jolyon Palmer           |               |
| Monza        | 22-23 mai           | 2         | Jolyon Palmer           | Jolyon Palmer           |               |
| Zolder       | 19-20 juin          | 1         | Dean Stoneman           | Dean Stoneman           |               |
| Zolder       | 19-20 juin          | 2         | Benjamin Bailly         | Benjamin Bailly         |               |
| Portimao     | 3-4 juillet         | 1         | Jolyon Palmer           | Jolyon Palmer           |               |
| Portimao     | 3-4 juillet         | 2         | Dean Stoneman           | Jolyon Palmer           |               |
| Brands Hatch | 17-18 juillet       | 1         | Dean Stoneman           | Dean Stoneman           |               |
| Brands Hatch | 17-18 juillet       | 2         | Philipp Eng             | Kazimieras Vasiliauskas |               |
| Brno         | 31 juillet-1er août | 1         | Nicola De Marco         | Dean Stoneman           |               |
| Brno         | 31 juillet-1er août | 2         | Jolyon Palmer           | Dean Stoneman           |               |
| Oschersleben | 4-5 septembre       | 1         | Dean Stoneman           | Sergueï Afanassiev      |               |
| Oschersleben | 4-5 septembre       | 2         | Dean Stoneman           | Dean Stoneman           |               |
| Valencia     | 18-19 septembre     | 1         | Nicola De Marco         | Nicola De Marco         |               |
| Valencia     | 18-19 septembre     | 2         | Kazimieras Vasiliauskas | Kazimieras Vasiliauskas |               |

## Classement
| Classement | Pilote                  | Nombre de points |
| ---------- | ----------------------- | ---------------- |
| 1er        | Dean Stoneman           | 284              |
| 2e         | Jolyon Palmer           | 242              |
| 3e         | Sergueï Afanassiev      | 157              |
| 4e         | Kazimieras Vasiliauskas | 153              |
| 5e         | Will Bratt              | 144              |
| 6e         | Philipp Eng             | 142              |
| 7e         | Benjamin Bailly         | 130              |
| 8e         | Nicola de Marco         | 98               |
| 9e         | Jack Clarke             | 81               |
| 10e        | Armaan Ebrahim          | 78               |
| 11e        | Mihai Marinescu         | 68               |
| 12e        | Ivan Samarin            | 64               |
| 13e        | Kelvin Snoeks           | 48               |
| 14e        | Benjamin Lariche        | 33               |
| 15e        | Tom Gladdis             | 28               |
| 16e        | Ricardo Teixeira        | 23               |
| 17e        | Johan Jokinen           | 21               |
| 18e        | Paul Rees               | 18               |
| 19er       | Natalia Kowalska        | 3                |
| 20e        | Plamen Kralev           | 1                |
| 21e        | Parthiva Sureshwaren    | 1                |
| 22e        | Ramón Piñeiro           | 1                |